# Larsa
Larsa (logogramă sumeriană : UD.UNUGKI, citește Larsamki) a fost un oraș important din anticul Sumer, centrul de cult al zeului soarelui Utu, considerat de unii cercetători ca fiind împărăția Elasar din Geneza 14. Se află la 25 km sud-est de Uruk, Irak, în provincia Dhi Qar, pe malul de est al canalului Shatt-en-Nil lângă așezarea modernă Sankarah.  

## Istorie

Larsa, în dreapta jos pe hartă. Prima Dinastie Babiloniană

Orașul exista dinainte de potopul biblic și era deja vechi când Eannatum de Lagaș l-a anexat la imperiul său. Orașul a devenit o forță politică în timpul perioadei Isin-Larsa. După ce a treia dinastie din Ur s-a prăbușit în cca. 1940 î.Hr., Ishbi-Erra, un oficial al lui Ibbi-Sin, ultimul rege al dinastiei, s-a mutat la Isin și a înființat un guvern care se pretindea a fi succesorul dinastiei a treia din Ur. De acolo, noul rege, Ishbi-Erra, a recucerit Ur, precum și orașele Uruk și Lagaș, căruia Larsa îi era supusă. Viitorii conducători din Isin au numit guvernatori care să conducă Lagaș; un astfel de guvernator a fost amoritul Gungunum. El a rupt în cele din urmă legăturile cu Isin și a stabilit o dinastie independentă în Larsa. Pentru a legitima domnia sa și să dea o lovitură contra cetății Isin, Gungunum a capturat orașul Ur. Cum regiunea Larsa era principalul centru de comerț prin Golful Persic, Isin a pierdut o rută comercială extrem de profitabilă, precum și un oraș de o mare semnificație cultică.
Cei doi succesori ai lui Gungunum, Abisare (cca. 1841 - 1830 î.Hr.) și Sumuel (cca. 1830 - 1801 î.Hr.), au luat măsuri pentru a izola Isin complet. După această perioadă, Isin și-a pierdut rapid forța politică și economică.
Larsa a devenit puternică, dar niciodată nu a acumulat un teritoriu prea mare. În perioada sa de maximă putere, sub conducerea regelui Rim-Sin I (cca. 1758 - 1699 î.Hr.), Larsa a controlat doar aproximativ 10-15 alte orașe-state - niciunul lângă teritoriile controlate de alte dinastii din istoria mesopotamiană. Cu toate acestea, proiectele unor uriașe construcții și lucrări agricole pot fi detectate arheologic. După ce Rim-Sin I a fost înfrânt de către Hamurabi din Babilon, Larsa a devenit o locație minoră, deși s-a sugerat că a fost casa primei dinastii babiloniene de Sealand.

## Regi babilonieni de Larsa
| Rege                   | Domnie               | Comentarii                                                                   |
| ---------------------- | -------------------- | ---------------------------------------------------------------------------- |
| Emisum                 | cca. 1940–1912 î.Hr. |                                                                              |
| Samium                 | cca. 1912–1877 î.Hr. |                                                                              |
| Zabaia                 | cca. 1877–1868 î.Hr. | Fiul lui Samium, Primul inscripție regală                                    |
| Gungunum               | cca. 1868–1841 î.Hr. | Independența dobândită față de Lipit-Eshtar de Isin                          |
| Abisare                | cca. 1841–1830 î.Hr. |                                                                              |
| Sumuel                 | cca. 1830–1801 î.Hr. |                                                                              |
| Nur-Adad               | cca. 1801–1785 î.Hr. | Contemporan cu Sumu-la-El                                                    |
| Sin-Iddinam            | cca. 1785–1778 î.Hr. | Fiul lui Nur-Adad                                                            |
| Sin-Eribam             | cca. 1778–1776 î.Hr. |                                                                              |
| Sin-Iqisham            | cca. 1776–1771 î.Hr. | Contemporan cu Zambiya de Isin, fiul lui Sin-Eribam                          |
| Silli-Adad             | cca. 1771–1770 î.Hr. |                                                                              |
| Warad-Sin              | cca. 1770–1758 î.Hr. | Posibil co-regent cu tatăl său Kudur-Mabuk                                   |
| Rim-Sin I              | cca. 1758–1699 î.Hr. | Contemporan cu Irdanene de Uruk, înfrânt de Hammurabi, fratele lui Warad-Sin |
| Hammurabi de Babilon   | ca. 1699–1686 î.Hr.  | Conducător babilonian oficial , codul lui Hammurabi                          |
| Samsu-iluna de Babilon | ca. 1686–1678 î.Hr.  | Conducător babilonian oficial                                                |
| Rim-Sin II             | cca. 1678–1674 î.Hr. | Ucis în revolta împotriva Babilonului                                        |

## Arheologie

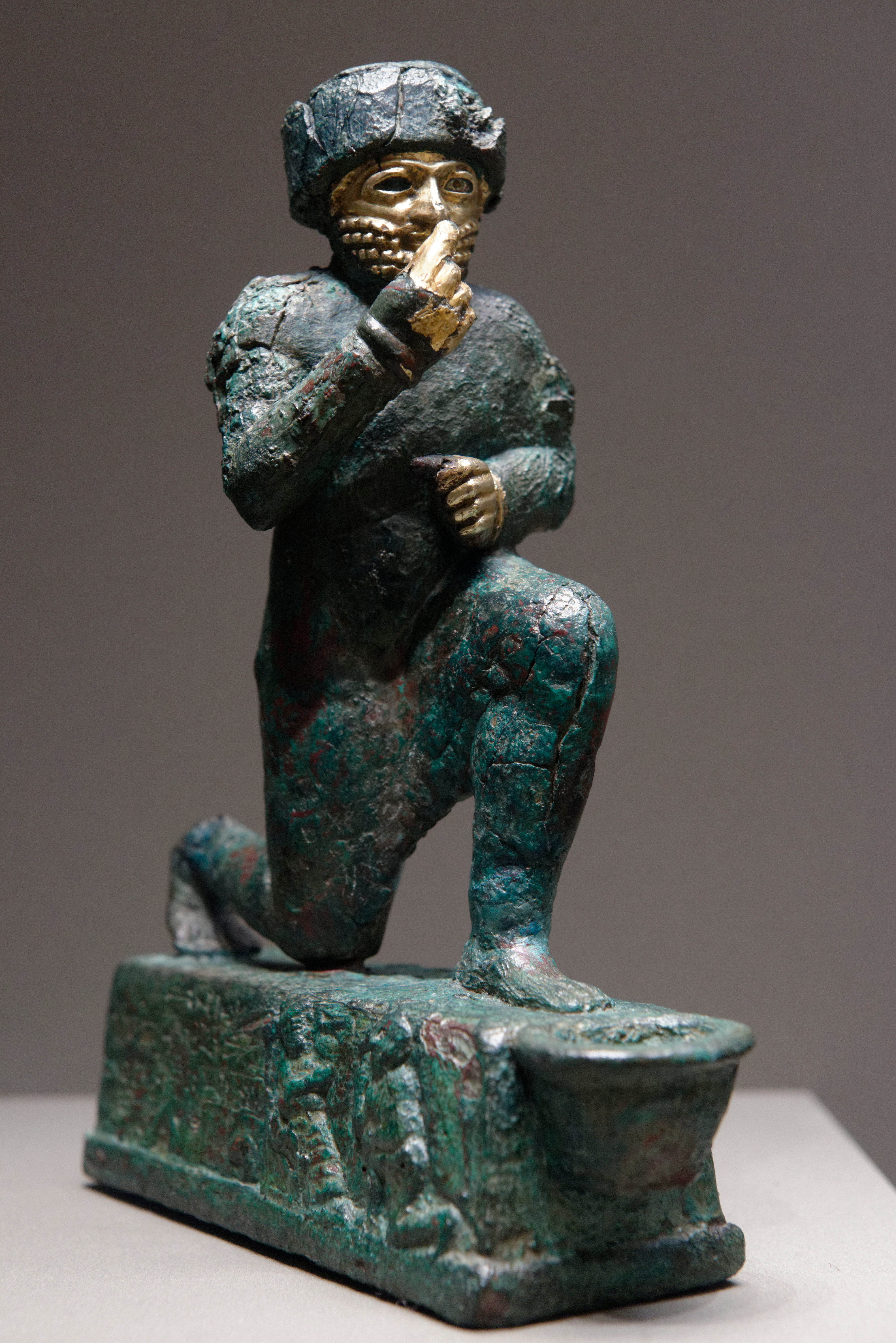
Statuetă găsită la Larsa cu un om în genunchi, catalogat ca un închinător la zeul Amurru, începutul mileniului al II-lea î.Hr., Luvru

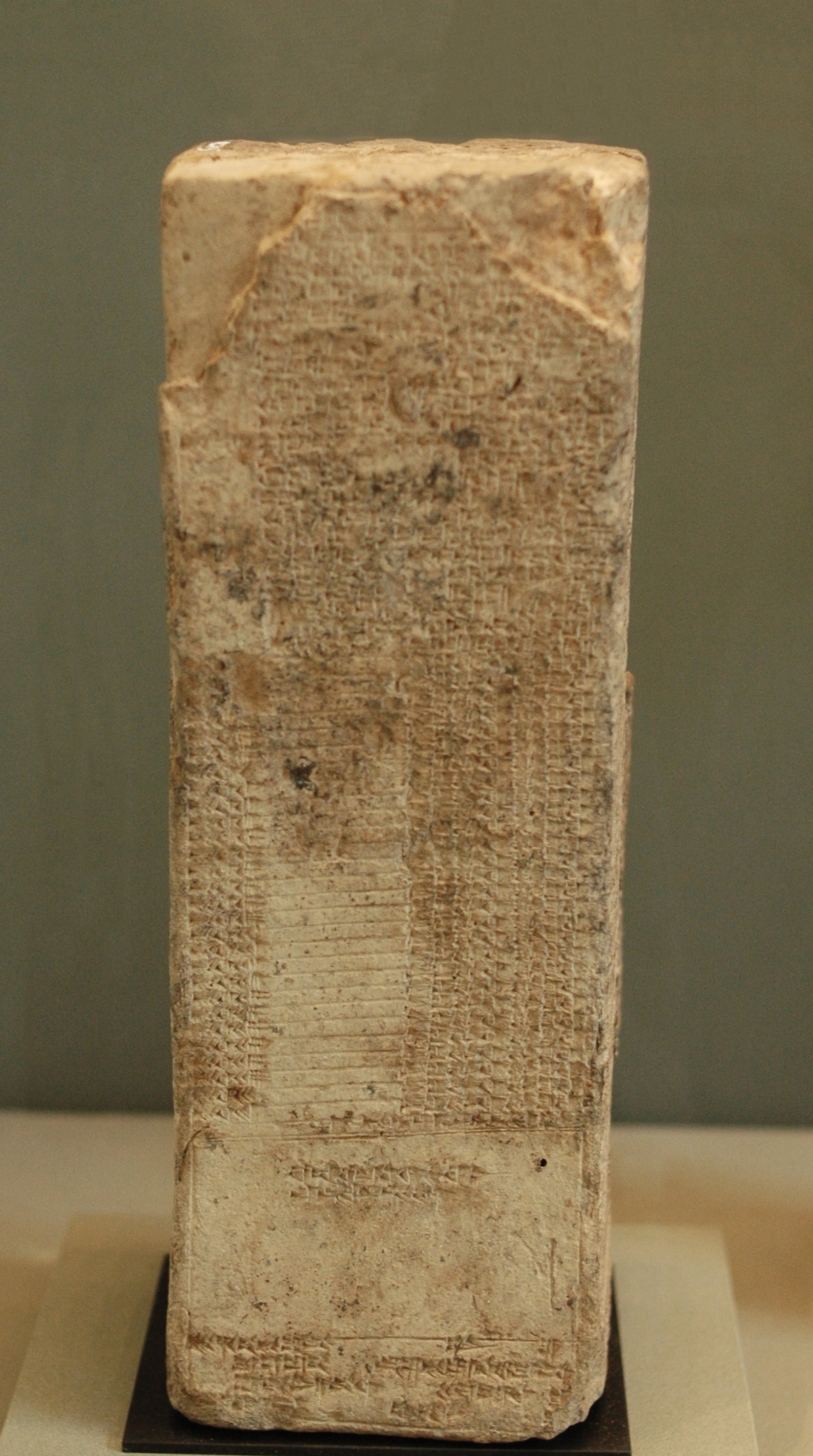
Listă de regi din Larsa, Teracotă, cca. 2025–1763 î.Hr., anul 39 al domniei lui Hammurabi, Luvru

Rămășițele cetății Larsa acoperă un oval de cca. 6 km. în circumferință. Cel mai înalt punct este de aprox. 70 metri înălțime.
Site-ul arheologic de la Tell es-Senkereh, cunoscut ulterior sub numele de Sinkara, a fost prima oară excavat de William Loftus în 1850 timp de câteva zile. În acea perioadă de pionierat în domeniul arheologiei, efortul s-a concentrat mai mult pe obținerea unor exponate de muzeu decât pentru strângerea unor date științifice. Loftus a recuperat cărămizi folosite la construcție de Nabucodonosor al II-lea în timpul Imperiului neo-babilonian, lucru care a permis identificarea site-urilor cu orașul antic Larsa.
Mare parte din munca lui William Loftus a fost la templu de la Shamash, reconstruit de către Nabucodonosor al II-lea. Au fost găsite și inscripții la Burna-Buriash din timpul dinastiei Kassite babiloniene și ale lui Hammurabi (din prima dinastie babiloniană). În Larsa a fost pentru scurt timp și Walter Andrae în 1903. Site-ul a fost inspectat și de către Edgar James Banks în 1905. El a descoperit jaful pe scară largă pe care populația locală îl făcea acolo.
Prima excavare științifică moderndă la Senkereh a avut loc în 1933, sub conducerea lui Andre Parrot. Parrot a revenit aici în 1967. În 1969 și 1970, la Larsa a făcut excavații Jean-Claude Margueron. Între 1976 și 1991, o expediție de arheologi a Delegației Franceze din Irak condusă de J-L. Huot a excavat la Tell es-Senereh timp de 13 sezoane.

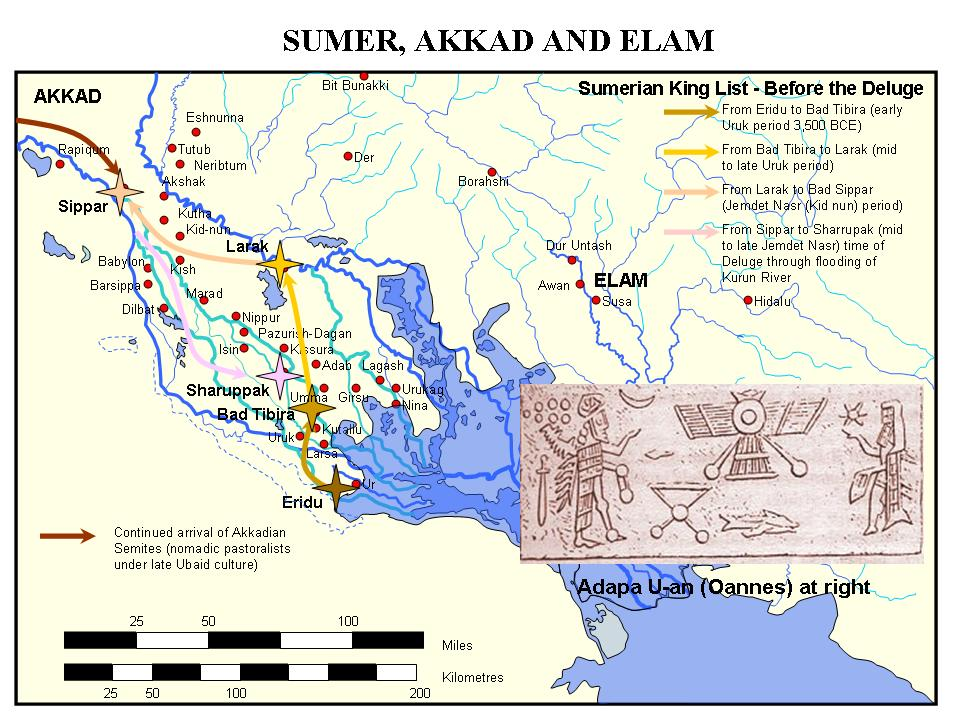
Sumer înainte de potop. Pe hartă apare şi Larsa, între Uruk și Eridu